# Дон Кверрі
Дон Кверрі  (англ. Don Quarrie, 25 лютого 1951) — ямайський легкоатлет, олімпійський чемпіон.

## Виступи на Олімпіадах
| Олімпіада         | Дисципліна              | Місце      |
| ----------------- | ----------------------- | ---------- |
| Мюнхен 1972       | біг на 200 метрів       | AC h1 r3/4 |
| Монреаль 1976     | біг на 100 метрів       | 2          |
| Монреаль 1976     | біг на 200 метрів       | 1          |
| Монреаль 1976     | естафета 4 x 400 метрів | 5          |
| Москва 1980       | біг на 100 метрів       | 5 h1 r3/4  |
| Москва 1980       | біг на 200 метрів       | 3          |
| Москва 1980       | естафета 4 x 100 метрів | 4 h1 r1/2  |
| Лос-Анджелес 1984 | біг на 200 метрів       | 7 h2 r3/4  |
| Лос-Анджелес 1984 | естафета 4 x 100 метрів | 2          |